# V-snaar

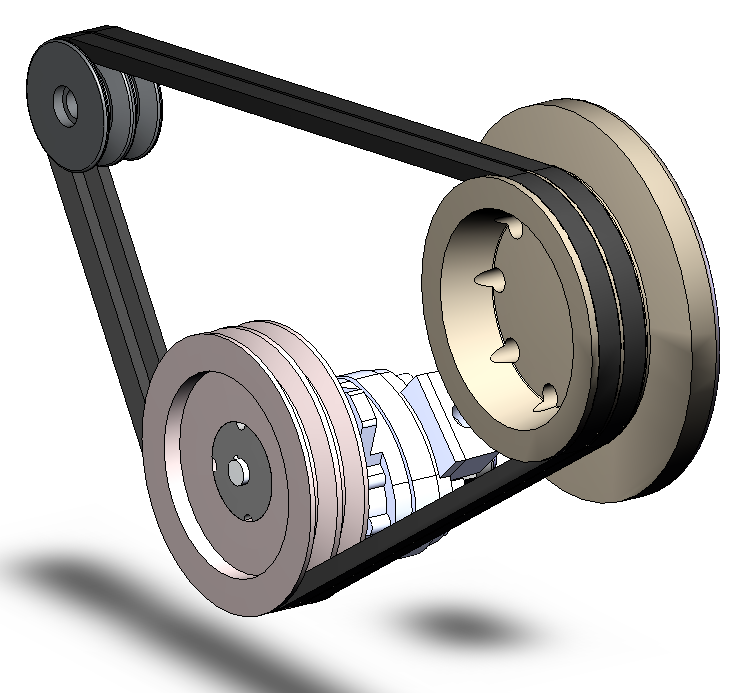
Tekening van een V-snaar

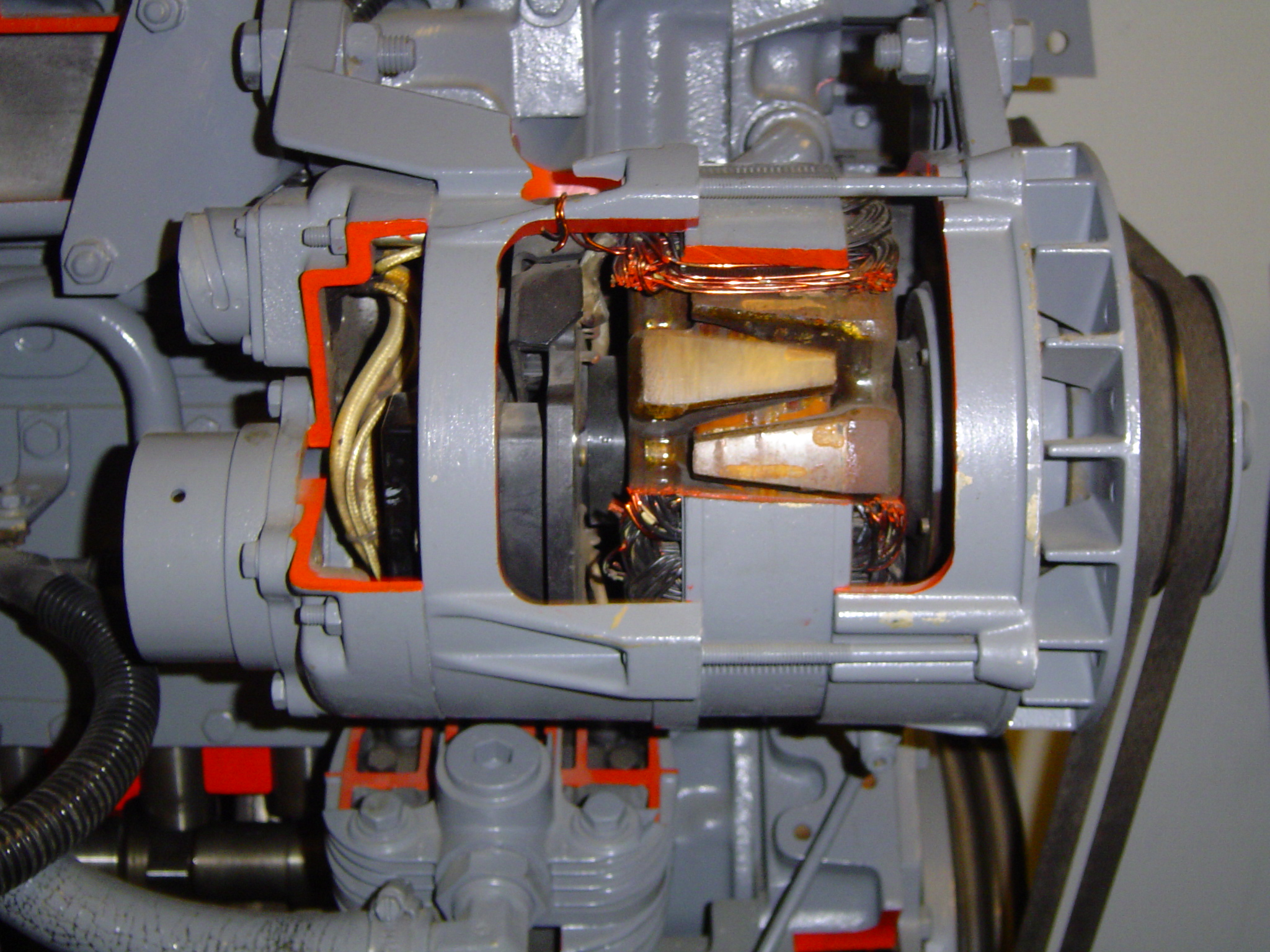
Dynamo van een vrachtauto. Omdat dit een zware dynamo is, wordt hij aangedreven door twee V-snaren (rechts)

De V-snaar of V-riem is een aandrijfriem voor machines. Deze loopt over twee poelies met dezelfde V-vorm. Dit heet een profiel. De profielen zijn gestandaardiseerd, waardoor het mogelijk is wereldwijd riemen te kopen voor machines. In vergelijking met platte overbrengriemen kan met de V-snaar een groter overbrengingsvermogen worden bereikt. Dit komt doordat de poelies de V-snaar heel strak vasttrekken en zo het slippen tegengaan.
De naam V-snaar komt van de doorsnede van deze riem, die een V-vorm heeft. Hierdoor is het makkelijker de spanning te handhaven en ook heeft de riem een groter aangrijpend oppervlak op de poelies. De gewone V-snaar kan worden opgedeeld in drie onderdelen:
1. het onderste deel, gemaakt uit een kunststof of rubber die goed drukkrachten moet kunnen opnemen omdat de riem sterk wordt gebogen rond de poelie. In sommige gevallen is de riem hierom ook voorzien van inkepingen, die hier echter alleen de buigzaamheid vergroten en niet zoals bij een tandriem voor de overbrenging van kracht zorgen.
2. het centrale deel, dat uit vezels kan bestaan die de trekkracht opvangen. Hiervoor worden katoen, staaldraadjes of aramidevezel gebruikt.
3. het bovenste deel, gemaakt van een rubbersoort die een goede trekkracht heeft om de trekkrachten van de buiging op te nemen.

Een voorbeeld van de toepassing van een V-snaar is het gebruik in een auto, voor de niet-synchrone aandrijvingen, dat wil zeggen aandrijvingen die desnoods iets mogen slippen, zoals die van de dynamo of een koelventilator.
Wanneer een synchrone aandrijving vereist is, zoals bij de nokkenas en er geen enkele slip is toegestaan, wordt geen V-snaar maar een getande riem toegepast.